# Golden Globe per il miglior film commedia o musicale
Il Golden Globe per il miglior film commedia o musicale viene assegnato al miglior film commedia o musicale dalla HFPA (Hollywood Foreign Press Association). Questo premio venne istituito nel 1952.

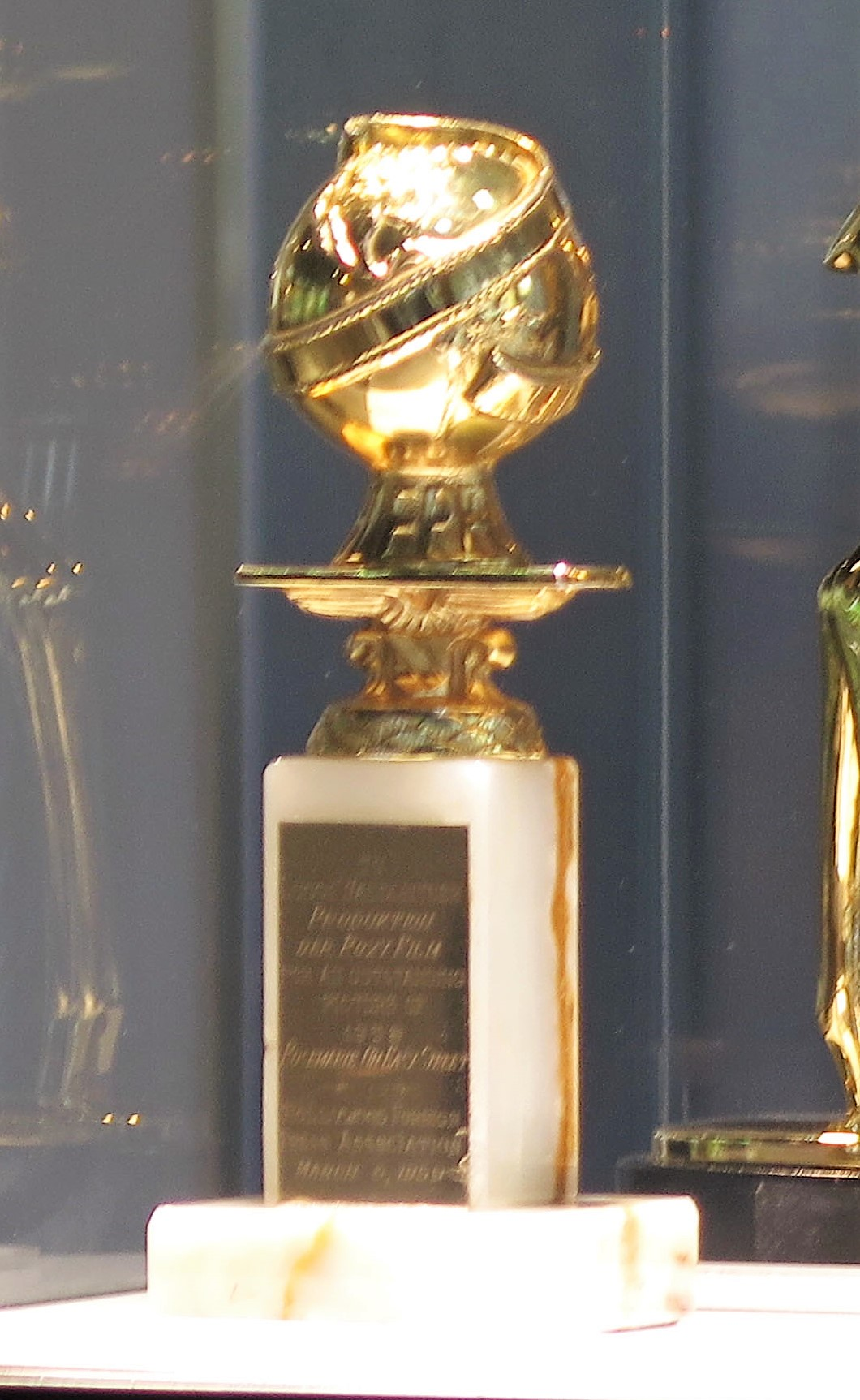
Il Golden Globe

Per pochi anni, dal 1959 al 1963, venne suddiviso in Golden Globe per il miglior film commedia e Golden Globe per il miglior film musicale.

## Vincitori e candidati
L'elenco mostra il vincitore di ogni anno, seguito dai film che hanno ricevuto una candidatura. Per ogni film viene indicato il titolo italiano e titolo originale tra parentesi e il regista.

### 1950
- 1952
  - Un americano a Parigi (An American in Paris), regia di Vincente Minnelli
- 1953
  - La dominatrice del destino (With a Song in My Heart), regia di Walter Lang
  - Il favoloso Andersen (Hans Christian Andersen), regia di Charles Vidor
  - I'll See You in My Dreams, regia di Michael Curtiz
  - Cantando sotto la pioggia (Singin' in the Rain), regia di Stanley Donen e Gene Kelly
  - Squilli di primavera (Stars and Stripes Forever), regia di Henry Koster
- 1954
  - Non assegnato
- 1955
  - Carmen Jones, regia di Otto Preminger
- 1956
  - Bulli e pupe (Guys and Dolls), regia di Joseph L. Mankiewicz
- 1957
  - Il re ed io (The King and I), regia di Walter Lang
  - Fermata d'autobus (Bus Stop), regia di Joshua Logan
  - Sesso debole? (film 1956) (The Opposite Sex), regia di David Miller
  - Una Cadillac tutta d'oro (The Solid Gold Cadillac), regia di Richard Quine
  - La casa da tè alla luna d'agosto (The Teahouse of the August Moon), regia di Daniel Mann
- 1958
  - Les Girls, regia di George Cukor
  - Alla larga dal mare (Don't Go Near the Water), regia di Charles Walters
  - Arianna (Love in the Afternoon), regia di Billy Wilder
  - Pal Joey, regia di George Sidney
  - La bella di Mosca (Silk Stockings), regia di Rouben Mamoulian

### 1960
- 1964
  - Tom Jones, regia di Tony Richardson
  - Ciao, ciao Birdie (Bye Bye Birdie), regia di George Sidney
  - Irma la dolce (Irma La Douce), regia di Billy Wilder
  - Questo pazzo, pazzo, pazzo, pazzo mondo (It's a Mad, Mad, Mad, Mad World), regia di Stanley Kramer
  - Le astuzie della vedova (A Ticklish Affair), regia di George Sidney
  - Sotto l'albero yum yum (Under the Yum Yum Tree), regia di David Swift
- 1965
  - My Fair Lady, regia di George Cukor
  - Il gran lupo chiama (Father Goose), regia di Ralph Nelson
  - Mary Poppins, regia di Robert Stevenson
  - Voglio essere amata in un letto d'ottone (The Unsinkable Molly Brown), regia di Charles Walters
  - La vita privata di Henry Orient (The World of Henry Orient), regia di George Roy Hill
- 1966
  - Tutti insieme appassionatamente (The Sound of Music), regia di Robert Wise
  - Cat Ballou, regia di Elliot Silverstein
  - La grande corsa (The Great Race), regia di Blake Edwards
  - Quei temerari sulle macchine volanti (Those Magnificent Men in Their Flying Machines or How I Flew from London to Paris in 25 hours 11 minutes), regia di Ken Annakin
  - L'incredibile Murray - L'uomo che disse no (A Thousand Clowns), regia di Fred Coe
- 1967
  - Arrivano i russi, arrivano i russi (The Russians Are Coming The Russians Are Coming), regia di Norman Jewison
  - Dolci vizi al foro (A Funny Thing Happened on the Way to the Forum), regia di Richard Lester
  - Gambit - Grande furto al Semiramis (Gambit), regia di Ronald Neame
  - Due assi nella manica (Not with My Wife, You Don't!), regia di Norman Panama
  - Buttati Bernardo! (You're a Big Boy Now), regia di Francis Ford Coppola
- 1968
  - Il laureato (The Graduate), regia di Mike Nichols
  - Camelot, regia di Joshua Logan
  - Il favoloso dottor Dolittle (Doctor Dolittle), regia di Richard Fleischer
  - La bisbetica domata (The Taming of the Shrew), regia di Franco Zeffirelli
  - Millie (Thoroughly Modern Millie), regia di George Roy Hill
- 1969
  - Oliver!, regia di Carol Reed
  - Sulle ali dell'arcobaleno (Finian's Rainbow), regia di Francis Ford Coppola
  - Funny Girl, regia di William Wyler
  - La strana coppia (The Odd Couple), regia di Gene Saks
  - Appuntamento sotto il letto (Yours, Mine and Ours), regia di Melville Shavelson

### 1970
- 1970
  - Il segreto di Santa Vittoria (The Secret of Santa Vittoria), regia di Stanley Kramer
  - Fiore di cactus (Cactus Flower), regia di Gene Saks
  - La ragazza di Tony (Goodbye, Columbus), regia di Larry Peerce
  - Hello, Dolly!, regia di Gene Kelly
  - La ballata della città senza nome (Paint Your Wagon), regia di Joshua Logan
- 1971
  - M*A*S*H, regia di Robert Altman
  - Operazione Crêpes Suzette (Darling Lili), regia di Blake Edwards
  - Diario di una casalinga inquieta (Diary of a Mad Housewife), regia di Frank Perry
  - Amanti ed altri estranei (Lovers and Other Strangers), regia di Cy Howard
  - La più bella storia di Dickens (Scrooge), regia di Ronald Neame
- 1972
  - Il violinista sul tetto (Fiddler on the Roof), regia di Norman Jewison
  - Il boy friend (The Boy Friend), regia di Ken Russell
  - Vedovo aitante, bisognoso affetto offresi anche babysitter (Kotch), regia di Jack Lemmon
  - È ricca, la sposo e l'ammazzo (A New Leaf), regia di Elaine May
  - Appartamento al Plaza (Plaza Suite), regia di Arthur Hiller
- 1973
  - Cabaret, regia di Bob Fosse
  - 1776, regia di Peter H. Hunt
  - Che cosa è successo tra mio padre e tua madre? (Avanti!), regia di Billy Wilder
  - Le farfalle sono libere (Butterflies Are Free), regia di Milton Katselas
  - In viaggio con la zia (Travels with My Aunt), regia di George Cukor
- 1974
  - American Graffiti, regia di George Lucas
  - Jesus Christ Superstar, regia di Norman Jewison
  - Paper Moon - Luna di carta (Paper Moon), regia di Peter Bogdanovich
  - Tom Sawyer, regia di Don Taylor
  - Un tocco di classe (A Touch of Class), regia di Melvin Frank
- 1975
  - Quella sporca ultima meta (The Longest Yard), regia di Robert Aldrich
  - Prima pagina (The Front Page), regia di Billy Wilder
  - Harry e Tonto (Harry and Tonto), regia di Paul Mazursky
  - Il piccolo principe (The Little Prince), regia di Stanley Donen
  - I tre moschettieri (The Three Musketeers), regia di Richard Lester
- 1976
  - I ragazzi irresistibili (The Sunshine Boys), regia di Herbert Ross
  - Funny Lady, regia di Herbert Ross
  - La Pantera Rosa colpisce ancora (The Return of the Pink Panther), regia di Blake Edwards
  - Shampoo, regia di Hal Ashby
  - Tommy, regia di Ken Russell
- 1977
  - È nata una stella (A Star Is Born), regia di Frank Pierson
  - Piccoli gangsters (Bugsy Malone), regia di Alan Parker
  - La Pantera Rosa sfida l'ispettore Clouseau (The Pink Panther Strikes Again), regia di Blake Edwards
  - Il vizietto americano (The Ritz), regia di Richard Lester
  - L'ultima follia di Mel Brooks (Silent Movie), regia di Mel Brooks
- 1978
  - Goodbye amore mio! (The Goodbye Girl), regia di Herbert Ross
  - Io e Annie (Annie Hall), regia di Woody Allen
  - Alta tensione (High Anxiety), regia di Mel Brooks
  - New York, New York, regia di Martin Scorsese
  - La febbre del sabato sera (Saturday Night Fever), regia di John Badham
- 1979
  - Il paradiso può attendere (Heaven Can Wait), regia di Warren Beatty e Buck Henry
  - California Suite, regia di Herbert Ross
  - Gioco sleale (Foul Play), regia di Colin Higgins
  - Grease - Brillantina (Grease), regia di Randal Kleiser
  - Il boxeur e la ballerina (Movie Movie), regia di Stanley Donen

### 1980
- 1980
  - All American Boys (Breaking Away), regia di Peter Yates
  - 10, regia di Blake Edwards
  - Oltre il giardino (Being There), regia di Hal Ashby
  - Hair, regia di Miloš Forman
  - The Rose, regia di Mark Rydell
- 1981
  - La ragazza di Nashville (Coal Miner's Daughter), regia di Michael Apted
  - L'aereo più pazzo del mondo (Airplane!), regia di Jim Abrahams
  - Saranno famosi (Fame), regia di Alan Parker
  - Rock Machine (The Idolmaker), regia di Taylor Hackford
  - Una volta ho incontrato un miliardario (Melvin and Howard), regia di Jonathan Demme
- 1982
  - Arturo (Arthur), regia di Steve Gordon
  - Le quattro stagioni (The Four Seasons), regia di Alan Alda
  - Spiccioli dal cielo (Pennies from Heaven), regia di Herbert Ross
  - S.O.B., regia di Blake Edwards
  - Zoot Suit, regia di Luis Valdez
- 1983
  - Tootsie, regia di Sydney Pollack
  - Il più bel casino del Texas (The Best Little Whorehouse in Texas), regia di Colin Higgins
  - A cena con gli amici (Diner), regia di Barry Levinson
  - L'ospite d'onore (My Favorite Year), regia di Richard Benjamin
  - Victor Victoria, regia di Blake Edwards
- 1984
  - Yentl, regia di Barbra Streisand
  - Il grande freddo (The Big Chill), regia di Lawrence Kasdan
  - Flashdance, regia di Adrian Lyne
  - Una poltrona per due (Trading Places), regia di John Landis
  - Zelig, regia di Woody Allen
- 1985
  - All'inseguimento della pietra verde (Romancing the Stone), regia di Robert Zemeckis
  - Beverly Hills Cop - Un piedipiatti a Beverly Hills (Beverly Hills Cop), regia di Martin Brest
  - Ghostbusters - Acchiappafantasmi (Ghostbusters), regia di Ivan Reitman
  - Micki & Maude (Micki + Maude), regia di Blake Edwards
  - Splash - Una sirena a Manhattan (Splash), regia di Ron Howard
- 1986
  - L'onore dei Prizzi (Prizzi's Honor), regia di John Huston
  - Ritorno al futuro (Back to the Future), regia di Robert Zemeckis
  - Chorus Line (A Chorus Line), regia di Richard Attenborough
  - Cocoon, regia di Ron Howard
  - La rosa purpurea del Cairo (The Purple Rose of Cairo), regia di Woody Allen
- 1987
  - Hannah e le sue sorelle (Hannah and Her Sisters), regia di Woody Allen
  - Crimini del cuore (Crimes of the Heart), regia di Bruce Beresford
  - Mr. Crocodile Dundee (Crocodile Dundee), regia di Peter Faiman
  - Su e giù per Beverly Hills (Down and Out in Beverly Hills), regia di Paul Mazursky
  - La piccola bottega degli orrori (Little Shop of Horrors), regia di Frank Oz
  - Peggy Sue si è sposata (Peggy Sue Got Married), regia di Francis Ford Coppola
- 1988
  - Anni '40 (Hope and Glory), regia di John Boorman
  - Baby Boom, regia di Charles Shyer
  - Dentro la notizia - Broadcast News (Broadcast News), regia di James L. Brooks
  - Dirty Dancing - Balli proibiti (Dirty Dancing), regia di Emile Ardolino
  - Stregata dalla luna (Moonstruck), regia di Norman Jewison
- 1989
  - Una donna in carriera (Working Girl), regia di Mike Nichols
  - Big, regia di Penny Marshall
  - Un pesce di nome Wanda (A Fish Called Wanda), regia di Charles Crichton
  - Prima di mezzanotte (Midnight Run), regia di Martin Brest
  - Chi ha incastrato Roger Rabbit (Who Framed Roger Rabbit), regia di Robert Zemeckis

### 1990
- 1990
  - A spasso con Daisy (Driving Miss Daisy), regia di Bruce Beresford
  - La sirenetta (The Little Mermaid), regia di Ron Clements e John Musker
  - Shirley Valentine - La mia seconda vita (Shirley Valentine), regia di Lewis Gilbert
  - La guerra dei Roses (The War of the Roses), regia di Danny DeVito
  - Harry, ti presento Sally... (When Harry Met Sally…), regia di Rob Reiner
- 1991
  - Green Card - Matrimonio di convenienza (Green Card), regia di Peter Weir
  - Dick Tracy, regia di Warren Beatty
  - Ghost - Fantasma (Ghost), regia di Jerry Zucker
  - Mamma, ho perso l'aereo (Home Alone), regia di Chris Columbus
  - Pretty Woman, regia di Garry Marshall
- 1992
  - La bella e la bestia (Beauty and the Beast), regia di Gary Trousdale e Kirk Wise
  - Scappo dalla città - La vita, l'amore e le vacche (City Slickers), regia di Ron Underwood
  - The Commitments (The Commitments), regia di Alan Parker
  - La leggenda del re pescatore (The Fisher King), regia di Terry Gilliam
  - Pomodori verdi fritti alla fermata del treno (Fried Green Tomatoes), regia di Jon Avnet
- 1993
  - I protagonisti (The Player), regia di Robert Altman
  - Aladdin, regia di Ron Clements e John Musker
  - Un incantevole aprile (Enchanted April), regia di Mike Newell
  - Mi gioco la moglie... a Las Vegas (Honeymoon in Vegas), regia di Andrew Bergman
  - Sister Act, regia di Emile Ardolino
- 1994
  - Mrs. Doubtfire, regia di Chris Columbus
  - Dave - Presidente per un giorno (Dave), regia di Ivan Reitman
  - Molto rumore per nulla (Much Ado About Nothing), regia di Kenneth Branagh
  - Insonnia d'amore (Sleepless in Seattle), regia di Nora Ephron
  - Ballroom - Gara di ballo (Strictly Ballroom), regia di Baz Luhrmann
- 1995
  - Il re leone (The Lion King), regia di Roger Allers e Rob Minkoff
  - Priscilla, la regina del deserto (The Adventures of Priscilla, Queen of the Desert), regia di Stephan Elliott
  - Ed Wood, regia di Tim Burton
  - Quattro matrimoni e un funerale (Four Weddings and a Funeral), regia di Mike Newell
  - Prêt-à-Porter, regia di Robert Altman
- 1996
  - Babe - Maialino coraggioso (Babe), regia di Chris Noonan
  - Il presidente - Una storia d'amore (The American President), regia di Rob Reiner
  - Get Shorty, regia di Barry Sonnenfeld
  - Sabrina, regia di Sydney Pollack
  - Toy Story - Il mondo dei giocattoli (Toy Story), regia di John Lasseter
- 1997
  - Evita, regia di Alan Parker
  - Piume di struzzo (The Birdcage), regia di Mike Nichols
  - Tutti dicono I Love You (Everyone Says I Love You), regia di Woody Allen
  - Fargo, regia di Joel Coen
  - Jerry Maguire, regia di Cameron Crowe
- 1998
  - Qualcosa è cambiato (As Good as It Gets), regia di James L. Brooks
  - Full Monty - Squattrinati organizzati (The Full Monty), regia di Peter Cattaneo
  - Men in Black, regia di Barry Sonnenfeld
  - Il matrimonio del mio migliore amico (My Best Friend's Wedding), regia di P.J. Hogan
  - Sesso & potere (Wag the Dog), regia di Barry Levinson
- 1999
  - Shakespeare in Love, regia di John Madden
  - Bulworth - Il senatore (Bulworth ), regia di Warren Beatty
  - La maschera di Zorro (The Mask of Zorro), regia di Martin Campbell
  - Patch Adams, regia di Tom Shadyac
  - Still Crazy, regia di Brian Gibson
  - Tutti pazzi per Mary (There's Something About Mary), regia di Peter Farrelly e Bobby Farrelly

### 2000
- 2000
  - Toy Story 2 - Woody e Buzz alla riscossa (Toy Story 2), regia di Ash Brannon, John Lasseter e Lee Unkrich
  - Terapia e pallottole (Analyze This), regia di Harold Ramis
  - Essere John Malkovich (Being John Malkovich), regia di Spike Jonze
  - Man on the Moon, regia di Miloš Forman
  - Notting Hill, regia di Roger Michell
- 2001
  - Quasi famosi (Almost Famous), regia di Cameron Crowe
  - Campioni di razza (Best in Show), regia di Christopher Guest
  - Galline in fuga (Chicken Run), regia di Peter Lord e Nick Park
  - Chocolat, regia di Lasse Hallström
  - Fratello, dove sei? (O Brother, Where Art Thou?), regia di Joel ed Ethan Coen
- 2002
  - Moulin Rouge!, regia di Baz Luhrmann
  - Il diario di Bridget Jones (Bridget Jones's Diary), regia di Sharon Maguire
  - Gosford Park, regia di Robert Altman
  - La rivincita delle bionde (Legally Blonde), regia di Robert Luketic
  - Shrek, regia di Andrew Adamson e Vicky Jenson
- 2003
  - Chicago, regia di Rob Marshall
  - About a Boy - Un ragazzo (About a Boy), regia di Chris Weitz e Paul Weitz
  - Il ladro di orchidee (Adaptation), regia di Spike Jonze
  - Il mio grosso grasso matrimonio greco (My Big Fat Greek Wedding), regia di Joel Zwick
  - Nicholas Nickleby, regia di Douglas McGrath
- 2004
  - Lost in Translation - L'amore tradotto (Lost in Translation), regia di Sofia Coppola
  - Sognando Beckham (Bend It Like Beckham), regia di Gurinder Chadha
  - Big Fish - Le storie di una vita incredibile (Big Fish), regia di Tim Burton
  - Alla ricerca di Nemo (Finding Nemo), regia di Andrew Stanton e Lee Unkrich
  - Love Actually - L'amore davvero (Love Actually), regia di Richard Curtis
- 2005
  - Sideways - In viaggio con Jack (Sideways), regia di Alexander Payne
  - Se mi lasci ti cancello (Eternal Sunshine of the Spotless Mind), regia di Michel Gondry
  - Ray, regia di Taylor Hackford
  - Gli Incredibili (The Incredibles), regia di Brad Bird
  - Il fantasma dell'opera (The Phantom of the Opera), regia di Joel Schumacher
- 2006
  - Quando l'amore brucia l'anima (Walk the Line), regia di James Mangold
  - Lady Henderson presenta (Mrs. Henderson Presents), regia di Stephen Frears
  - Orgoglio e pregiudizio (Pride & Prejudice), regia di Joe Wright
  - The Producers - Una gaia commedia neonazista (The Producers), regia di Susan Stroman
  - Il calamaro e la balena (The Squid and the Whale), regia di Noah Baumbach
- 2007
  - Dreamgirls, regia di Bill Condon
  - Borat - Studio culturale sull'America a beneficio della gloriosa nazione del Kazakistan (Borat: Cultural Learnings of America for Make Benefit Glorious Nation of Kazakhstan), regia di Larry Charles
  - Il diavolo veste Prada (The Devil Wears Prada), regia di David Frankel
  - Little Miss Sunshine, regia di Jonathan Dayton e Valerie Faris
  - Thank You for Smoking, regia di Jason Reitman
- 2008
  - Sweeney Todd - Il diabolico barbiere di Fleet Street (Sweeney Todd), regia di Tim Burton
  - Across the Universe, regia di Julie Taymor
  - La guerra di Charlie Wilson (Charlie Wilson's War), regia di Mike Nichols
  - Hairspray - Grasso è bello (Hairspray), regia di Adam Shankman
  - Juno, regia di Jason Reitman
- 2009
  - Vicky Cristina Barcelona, regia di Woody Allen
  - Burn After Reading - A prova di spia (Burn After Reading), regia di Joel ed Ethan Coen
  - La felicità porta fortuna - Happy-Go-Lucky (Happy-Go-Lucky), regia di Mike Leigh
  - In Bruges - La coscienza dell'assassino (In Bruges), regia di Martin McDonagh
  - Mamma Mia!, regia di Phyllida Lloyd

### 2010
- 2010
  - Una notte da leoni (The Hangover), regia di Todd Phillips
  - (500) giorni insieme ((500) Days of Summer), regia di Marc Webb
  - È complicato (It's Complicated), regia di Nancy Meyers
  - Julie & Julia, regia di Nora Ephron
  - Nine, regia di Rob Marshall
- 2011
  - I ragazzi stanno bene (The Kids Are All Right), regia di Lisa Cholodenko
  - Alice in Wonderland, regia di Tim Burton
  - Burlesque, regia di Steven Antin
  - Red, regia di Robert Schwentke
  - The Tourist, regia di Florian Henckel von Donnersmarck
- 2012
  - The Artist, regia di Michel Hazanavicius
  - 50 e 50 (50/50), regia di Jonathan Levine
  - Le amiche della sposa (Bridesmaids), regia di Paul Feig
  - Midnight in Paris, regia di Woody Allen
  - Marilyn (My Week with Marilyn), regia di Simon Curtis
- 2013
  - Les Misérables, regia di Tom Hooper
  - Marigold Hotel (The Best Exotic Marigold Hotel), regia di John Madden
  - Moonrise Kingdom - Una fuga d'amore (Moonrise Kingdom), regia di Wes Anderson
  - Il pescatore di sogni (Salmon Fishing in the Yemen), regia di Lasse Hallström
  - Il lato positivo - Silver Linings Playbook (Silver Linings Playbook), regia di David O. Russell
- 2014
  - American Hustle - L'apparenza inganna (American Hustle), regia di David O. Russell
  - A proposito di Davis (Inside Llewyn Davis), regia di Joel ed Ethan Coen
  - Her, regia di Spike Jonze
  - Nebraska, regia di Alexander Payne
  - The Wolf of Wall Street, regia di Martin Scorsese
- 2015
  - Grand Budapest Hotel (The Grand Budapest Hotel), regia di Wes Anderson
  - Birdman, regia di Alejandro González Iñárritu
  - Into the Woods, regia di Rob Marshall
  - Pride, regia di Matthew Warchus
  - St. Vincent, regia di Theodore Melfi
- 2016
  - Sopravvissuto - The Martian (The Martian), regia di Ridley Scott
  - Un disastro di ragazza (Trainwreck), regia di Judd Apatow
  - La grande scommessa (The Big Short), regia di Adam McKay
  - Joy, regia di David O. Russell
  - Spy, regia di Paul Feig
- 2017
  - La La Land, regia di Damien Chazelle
  - Le donne della mia vita (20th Century Women), regia di Mike Mills
  - Deadpool, regia di Tim Miller
  - Florence (Florence Foster Jenkins), regia di Stephen Frears
  - Sing Street, regia di John Carney
- 2018
  - Lady Bird, regia di Greta Gerwig
  - The Disaster Artist, regia di James Franco
  - The Greatest Showman, regia di Michael Gracey
  - Tonya (I, Tonya), regia di Craig Gillespie
  - Scappa - Get Out (Get Out), regia di Jordan Peele
- 2019
  - Green Book, regia di Peter Farrelly
  - Crazy & Rich (Crazy Rich Asians), regia di Jon M. Chu
  - La favorita (The Favourite), regia di Yorgos Lanthimos
  - Il ritorno di Mary Poppins (Mary Poppins Returns), regia di Rob Marshall
  - Vice - L'uomo nell'ombra (Vice), regia di Adam McKay

### 2020
- 2020
  - C'era una volta a... Hollywood (Once Upon a Time... in Hollywood), regia di Quentin Tarantino
  - Cena con delitto - Knives Out (Knives Out), regia di Rian Johnson
  - Dolemite Is My Name, regia di Craig Brewer
  - Jojo Rabbit, regia di Taika Waititi
  - Rocketman, regia di Dexter Fletcher
- 2021
  - Borat - Seguito di film cinema (Borat Subsequent Moviefilm: Delivery of Prodigious Bribe to American Regime for Make Benefit Once Glorious Nation of Kazakhstan), regia di Jason Woliner
  - Hamilton, regia di Thomas Kail
  - Music, regia di Sia
  - Palm Springs - Vivi come se non ci fosse un domani (Palm Springs), regia di Max Barbakow
  - The Prom, regia di Ryan Murphy
- 2022
  - West Side Story, regia di Steven Spielberg
  - Cyrano, regia di Joe Wright
  - Don't Look Up, regia di Adam McKay
  - Licorice Pizza, regia di Paul Thomas Anderson
  - Tick, Tick... Boom!, regia di Lin-Manuel Miranda
- 2023
  - Gli spiriti dell'isola (The Banshees of Inisherin), regia di Martin McDonagh
  - Babylon, regia di Damien Chazelle
  - Everything Everywhere All At Once, regia di Danien Kwan e Daniel Scheinert
  - Glass Onion - Knives Out (Glass Onion: A Knives Out Mistery), regia di Rian Johnson
  - Triangle of Sadness, regia di Ruben Östlund
- 2024
  - Povere creature! (Poor Things), regia di Yorgos Lanthimos
  - Air - La storia del grande salto (Air), regia di Ben Affleck
  - American Fiction, regia di Cord Jefferson
  - Barbie, regia di Greta Gerwig
  - The Holdovers - Lezioni di vita (The Holdovers), regia di Alexander Payne
  - May December, regia di Todd Haynes
- 2025
  - Emilia Pérez, regia di Jacques Audiard
  - Anora, regia di Sean Baker
  - Challengers, regia di Luca Guadagnino
  - A Real Pain, regia di Jesse Eisenberg
  - The Substance, regia di Coralie Fargeat
  - Wicked (Wicked: Part I), regia di Jon M. Chu